# Jean Michard-Pellissier
Pour les articles homonymes, voir Michard et Pellissier.
Jean Michard-Pellissier, né le 3 octobre 1909 à Gap (Hautes-Alpes) et mort le 31 octobre 1976 à Paris, est un homme politique français.

## Biographie
Docteur en droit et diplômé de l'école libre des sciences politiques, il devient avocat à la cour d'appel de Paris. Continuant sa carrière d'avocat, en parallèle de sa vie politique, il sera, en 1970 avocat de la défense lors du procès Guérini.

## Carrière politique
Jean Michard-Pellissier est élu député des Hautes-Alpes, de 1936 à 1942, après un premier mandat de conseiller général de la première circonscription de Gap. Durant son mandat, le 10 juillet 1940, il vote les pleins pouvoirs au maréchal Pétain. Au début des années 1950, il se représente aux élections législatives, dans le département de la Gironde, sans toutefois les remporter. Il est, par contre, élu maire de Soulac-sur-Mer, en 1953, poste qu'il occupera jusqu'en 1959. De 1959 à 1968, il devient membre du Conseil constitutionnel de 1959 à 1968 (nommé par Jacques Chaban-Delmas). De 1965 à 1971, il sera conseiller municipal à Antibes, puis conseiller au cabinet de Jacques Chaban-Delmas, alors premier ministre.

## Décorations

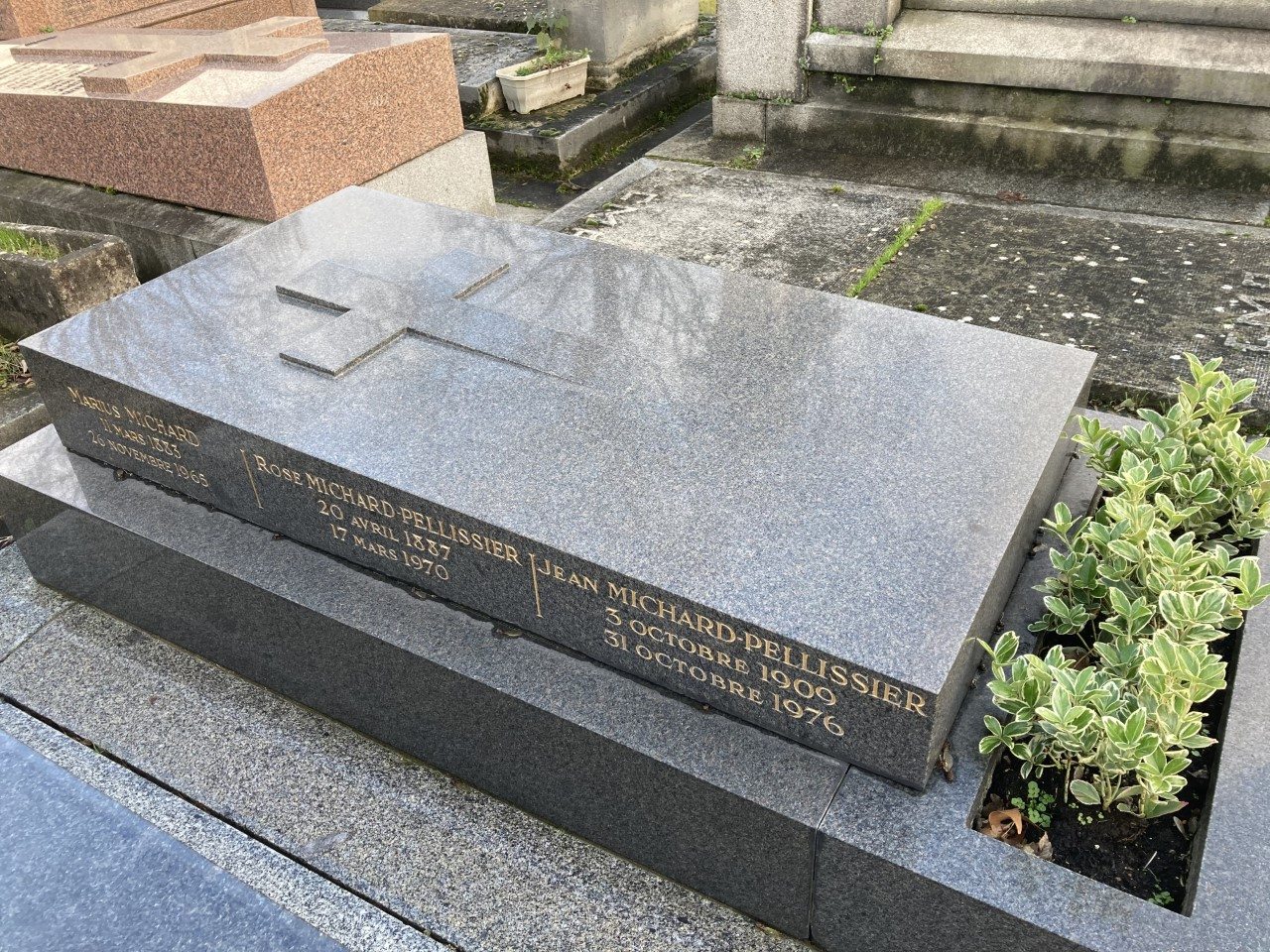
Tombe au cimetière de Passy.

- Commandeur de la Légion d'honneur
- Grand-croix de l'ordre national du Mérite
- Chevalier de l'ordre souverain de Malte

## Sources
- « Jean Michard-Pellissier », dans le Dictionnaire des parlementaires français (1889-1940), sous la direction de Jean Jolly, PUF, 1960 [détail de l’édition]